# 伊佐山ひろ子
伊佐山 ひろ子（いさやま ひろこ、1950年〈昭和25年〉8月18日 - ）は、日本の女優、作家。本名：伊佐山 博子。
福岡県福岡市出身。福岡女学院高等学校卒業。植物園を経て、女優となる。

## 来歴・人物
1971年、高校卒業後に上京。俳優小劇場付属養成所に入所する。
1972年、村川透監督の『白い指の戯れ』で映画初主演を果たし、神代辰巳監督の『一条さゆり 濡れた欲情』での演技と合わせて高く評価され、第46回（1972年度）キネマ旬報日本映画主演女優賞を受賞。
当初は日活ロマンポルノを中心に活動していたが、徐々に一般作品へも進出。
岡本喜八監督作品には昭和50年代に3本で助演し、遺作となった『助太刀屋助六』（2002年）にも出演した。
テレビドラマでは『神様、もう少しだけ』（1998年、フジテレビ）など数多くの作品に出演している。
1980年代からエッセイや小説なども手掛け、2010年6月15日には「14年ぶり」と銘打って『海と川の匂い』を刊行し、2011年の三島由紀夫賞候補作に選ばれた。
タレントのタモリとは遠縁にあたり、関係を問われて「祖母の妹の夫の甥」と説明したが、いちいち説明するのが面倒なのでお互いに「いとこ」で通すことにしたという。
趣味は乗馬、バレエ。

## フィルモグラフィ

### 映画
- 日本の悪霊（1970年）*伊佐山ヒロ子名義
- 白い指の戯れ（1972年） - ゆき
- 一条さゆり 濡れた欲情（1972年） - はるみ
- 影狩り ほえろ大砲（1972年）
- セックス・ハンター 濡れた標的（1972年）
- 女囚さそり 第41雑居房（1972年） - 野田朝子
- エロスは甘き香り（1973年）
- 狂走セックス族（1973年）
- 女地獄・森は濡れた（1973年） - 幸子
- 悪名 縄張荒らし（1974年） - チェリィ
- 吶喊（1975年） - お糸
- 三億円をつかまえろ（1975年）
- 桜の森の満開の下（1975年）
- 昭和枯れすすき（1975年）
- 嗚呼!!花の応援団（1976年）
- 君よ憤怒の河を渉れ（1976年）
- あにいもうと（1976年）
- 河内のオッサンの唄・よう来たのワレ（1976年）
- 不連続殺人事件（1977年） - 南雲千草 役
- 竹山ひとり旅（1977年） - 富子
- ボクサー（1977年）
- 新・人間失格（1978年）
- ダイナマイトどんどん（1978年）
- 博多っ子純情（1978年）
- 喧嘩道（1979年）
- 近頃なぜかチャールストン（1981年） - パブのママ
- マノン（1981年） - 曳子（主人公の親友）
- 海峡（1982年） - おれん
- えきすとら（1982年）
- 居酒屋兆治（1983年） - アベックの女
- 快盗ルビイ（1988年） - 会社の先輩
- TOMORROW　明日（1988年） - 娼婦
- 浪人街（1990年） - お葉
- 良いおっぱい悪いおっぱい（1990年）
- 稲村ジェーン（1990年） - 夜明けのおばちゃん
- バカヤロー!4 YOU! お前のことだよ（1991年） - 松川の妻
- 119（1994年）
- 三たびの海峡（1995年）
- 天使のウィンク　日光猿軍団（1995年）
- Helpless（1996年） - ウェイトレス
- Mogura（1996年）
- 男たちのかいた絵（1996年）
- HAPPY PEOPLE（1997年）
- ピエタ（1997年）
- 家族シネマ（1998年） - 母･清子
- 川の流れのように（2000年） - 看護婦
- ちんちろまい（2000年） - クラブのママ
- どら平太（2000年）
- スリ（2000年）
- 田園のユーウツ（2000年） - 柳田登美子
- DEAD OR ALIVE 2　逃亡者（2000年） - 黒い帽子の女
- 岸和田少年愚連隊 カオルちゃん最強伝説（2001年） - ミツエ
- 助太刀屋助六（2002年）
- ROCKERS（2003年） - 高木良江 役
- 木更津キャッツアイ 日本シリーズ（2003年） - 30年後のモー子 役
- ラブドガン（2004年） - 女教師
- 怪談新耳袋 劇場版（2005年） - 出雲典子 役
- サヨナラCOLOR（2005年） - 韮崎智子 役
- 悲しき天使（2006年）
- 日掛け金融地獄伝 こまねずみ常次朗（2006年）
- FM89.3MHz（2007年） - 工藤澄子 役
- 無認可保育園 歌舞伎町 ひよこ組!（2007年） - 工藤澄子 役
- ガチバン（2008年）
  - ガチバンII 最凶決戦（2008年）
- Baby's Breath 〜ママになろうよ〜（2008年）
- ナイトピープル（2013年）
- 舟を編む（2013年） - 佐々木薫 役
- そこのみにて光輝く（2014年4月19日） - 大城かずこ 役
- まほろ駅前狂騒曲（2014年10月18日）
- Silence 沈黙（2017年、マーティン・スコセッシ監督）
- ウタモノガタリ-CINEMA FIGHTERS project-「ファンキー」（2018年） - 老婆 役
- 映画　夜空はいつでも最高密度の青色だ（2017年、東京テアトル・リトルモア） - 中華料理店主 役
- 生きちゃった（2020年、フィルムランド） - 山田花子 役
- はい、泳げません（2022年、東京テアトル・リトルモア）[7] - 笹木ひばり 役
- ルート29（2024年、東京テアトル・リトルモア）[8]

### テレビドラマ
NHK総合
- 銀河テレビ小説
  - 僕たちの失敗（1974年）
  - 女の一生（1977年）
  - 迷惑かけてありがとう（1984年） - 春乃
- 金曜時代劇 / ふりむくな鶴吉 第39話「あぶら照り」（1975年）
- 土曜ドラマ
  - 松本清張シリーズ・遠い接近（1975年） - 安川エミ子
  - 女たちの帝国（1997年） - 田中栄子
  - リミット-刑事の現場2（2009年）
  - 負けて、勝つ 〜戦後を創った男・吉田茂〜（2012年）
- ドラマ人間模様
  - 事件（1978年 - 1979年） - 桜井（大沢）京子
  - あ・うん（1980年） - 梅子
  - 夢千代日記（1981年 - 1984年） - 作子
- あめりか物語（1979年） - ノブ
- 大河ドラマ
  - 獅子の時代（1980年） - ふみ
  - 江〜姫たちの戦国〜（2011年）- サキ→大蔵卿局
- 脱兎のごとく 岡倉天心（1985年） - 時江
- 晴のちカミナリ（1989年）
- 連続テレビ小説 / 君の名は（1991年） - マリー（加賀沢時子）
- 水曜ドラマの花束 / おじさん改造講座（1998年）
- 月曜ドラマシリーズ / 妻の卒業式（2004年）
- おシャシャのシャン!（2008年）

日本テレビ系
- 剣と風と子守唄 第17話「闇の宿場に咲く花火」（1975年） - お市
- 愛のサスペンス劇場 / 手紙-殺しへの招待-（1975年）
- 大都会シリーズ
  - 大都会 闘いの日々 第28話「不法侵入」（1976年）
  - 大都会 PARTII（1977年）
    - 第3話「白昼の狂騒」 - 加山みどり
    - 第22話「最後の戦場」 - 平山レイコ
- いろはの"い" 第7話「同棲」（1976年） - 北沢あけみ
- 太陽にほえろ!
  - 第255話「本日多忙」（1977年） - 滝沢純子
  - 第440話「強き者よ、その名は…」（1981年） - 古沢妙子
  - 第511話「爆発! ロッキー刑事」（1982年） - 中沢恵子
  - 第608話「パリに消ゆ」、第609話「モンブラン遥か」（1984年） - 仁科高子
  - 第676話「地図にない道」（1985年） - 宮田恵理子
- 大追跡（1978年）
  - 第7話「札束と赤いバラ」 - 杉本久美子
  - 第19話「ご不要な亭主始末します」
- 土曜グランド劇場→土曜ドラマ
  - 熱中時代 刑事編 第21話「熱中刑事タヌキ狩り」（1979年） - 小松タネ子
  - 事件記者チャボ! 第1話「チャボが大騒ぎでやってきた」（1983年） - 山村昌子
  - 向井荒太の動物日記 〜愛犬ロシナンテの災難〜（2001年）
- 火曜サスペンス劇場
  - 入れ代わった女（1986年）
  - 知りすぎた女（1987年）
  - 虚構の空路（1987年）
  - 電話の向こうに誰かいる?（1990年）
  - 外科医有森冴子 2000年新春スペシャル「母…」（2000年）
  - 警部補 佃次郎 第10作「つぐない」（2000年） - 井上良子
  - 緊急救命病院 第3作「敏腕ナースの昼と夜の顔」（2005年） - 秋野しず江
- 炎の料理人・北大路魯山人（1987年6月30日）
- ジャングル 第28話「危険な拾いもの」（1987年） - タカシの母
- 銭形平次 第30話「鬼心、女心」（1987年） - おくら
- スペアのない恋がしたい（1989年）
- 水曜ドラマ
  - 隣人は秘かに笑う（1999年）
  - ホカベン（2008年）
- DRAMA COMPLEX / 松本清張スペシャル・指（2006年） - 斉藤晃代
- 恋のから騒ぎ 〜Love Stories V〜「葬儀屋の女」（2008年10月10日）

TBS系
- 必殺シリーズ（ABC）
  - 必殺仕置人 第15話「夜がキバむく一つ宿」（1973年） - お銀
  - 暗闇仕留人 第12話「大物にて候」（1974年） - おなつ
- アイフル大作戦 第48話「パトカーのガソリン盗難事件」（1974年）
- 事件狩り 第9話「同棲時代の終わり」（1974年）
- 夜明けの刑事
  - 第13話「サンタの乗っ取ったバス」（1974年）　- バスの乗客（臨月の妊婦）役
  - 第57話「相対死した娘の謎!!」（1976年）　- 大木ちえこ
  - 第72話「結婚サギ殺人事件」（1976年） - 杉田咲子
- 斬り抜ける・俊平ひとり旅 第20話「作州炎上」（1975年） - 幸の方
- Gメンシリーズ
  - Gメン'75
    - 第48話「刑事・その恩師の殺意」（1976年） - 木下マツエ
    - 第129話「警察犬と女刑事」（1977年） - 長岡春男の女
    - 第192話「バラバラ殺人事件」（1979年） - 小川光代

  - Gメン'82 第4話「悪魔の電話」（1982年） - 岡本安子
- 青春の門（1977年、MBS）
- 金曜ドラマ
  - あにき（1977年） - 信子
  - 愛なんていらねえよ、夏（2002年）
- 白昼の死角（1979年） - みどり
- 青春諸君!（1979年） - 高木峰子
- 青春諸君!夏（1980年） - よし子
- 思えば遠くへ来たもんだ（1981年） - 石川原梅子
- われら動物家族（1981年 - 1982年） - 内山苑子
- 野々村病院物語（1982年）
- 大岡越前 第10部 第9話「見破った偽の証拠」（1988年） - お松
- L×I×V×E 第9話「学校が消える日!」（1999年） - 坂口和代
- 東芝日曜劇場 / 白い影 -Love and Life in the White-（2001年） - 関口鶴代
- 愛の劇場 / 太陽と雪のかけら（2002年） - 松田その子
- ケータイ刑事 銭形愛 第22話「ひな人形連続殺人事件」（2002年、BS-i）
- ドラマ30 / 虹のかなた（2004年、MBS） - 滝山里江
- さそり （2004年、BS-i）
- 女系家族（2005年） - 小林君江
- アキハバラ@DEEP（2006年） - 綿織あかね

フジテレビ系
- ジキルとハイド 第6話「ある少年の…」（1973年） - ヒッピー風の女
- 新宿警察 第3話「新宿ろくでなし」（1975年）
- 新・座頭市 第2シリーズ 第4話「蛍」（1978年）
- 騎馬奉行 第10話「怪盗天誅小僧の秘密」（1979年）
- 土曜ナナハン学園危機一髪「グッバイ・ミュージック・メイト」（1980年9月27日） - るり子
- 鬼のいぬ間に（1982年 - 1983年、THK）
- 大奥 第18話「女の髪は象をもつなぐ」（1983年） - お初
- 北の国から'84夏（1984年） - ラーメン屋店員　※「子供がまだ食ってる途中でしょうが!」で有名なシーン。
- 東京ラブストーリー（1991年）
- 闇から来た少女（1993年、KTV）
- 3番テーブルの客（1996年）
- 鬼平犯科帳 第7シリーズ 第13話「二人女房」（1997年） - お増
- 水曜劇場 / ギフト 第5話（1997年） - 西野圭子 役
- 神様、もう少しだけ（1998年） - 平塚医師
- 盤嶽の一生  第4話「みちづれ」（2002年） ‐ おとし
- 白と黒（2008年） - 鈴木路子
- 金曜エンタテイメント / ツインズな探偵 第2作（2000年） - 河合涼子
- 世にも奇妙な物語
  - 世にも奇妙な物語 秋の特別編 (2000年)「バーゲンハンター」（2000年） - 黒岩勝子

NET→ANB→EX系
- 鬼平犯科帳 第22話「狐雨」（1975年）　- お梅
- 人魚亭異聞 無法街の素浪人 第14話「暗黒街の女」（1976年） - おゆう
- 特捜最前線
  - 第2話「故郷へ愛をこめて」（1977年） - 金山和子
  - 第220話「張込み・閉ざされた唇!」（1981年）
  - 第304話「赤い髪の女!」（1983年） - 横田京子
  - 第411話「ニューナンブ38口径の謎!」（1985年） - 浦尾の妻
  - 第490話「青い殺意・優しい放火魔!」（1986年） - 柳瀬キミヨ
- 鬼平犯科帳※萬屋錦之介版
  - 第1シリーズ 第7話「殿さま栄五郎」（1980年）
  - 第2シリーズ 第6話「俄か雨」（1981年） - お長
  - 第3シリーズ 第3話「霧の朝」（1982年） - おきね
- 女捜査官 第10話「教会に来たトルコ嬢」（1982年、ABC）
- 西部警察 PART-III 第22話「最上川舟唄」（1983年） - 池内厚子
- ダウンタウン探偵組 第5話「夜がまーたくる俺は稼ぎに足音もなく」（1988年）
- はぐれ刑事純情派 第5シリーズ 第4話「偽装結婚!? 流れ弾を浴びた女」（1992年） - 田村とよ子
- ウイークエンドドラマ / いとしの未来ちゃん（1997年）
- 星獣戦隊ギンガマン 第8話「愛情の料理」（1998年） - 服部静子
- 弟（2004年）
- 点と線（2007年） - アパートの大家
- 金曜ナイトドラマ / 犬を飼うということ〜スカイと我が家の180日〜（2011年） - スナックのママ
- 土曜ワイド劇場
  - 松本清張の事故（1982年） - 加藤初子
  - 探偵・神津恭介の殺人推理 第7作「呪縛の家」（1987年） - 花井真弓
  - 東京駅お忘れ物預り所 第2作「寝台特急サンライズ瀬戸」（2008年） - 君原那美子

テレビ東京
- プレイガールQ
  - 第4話「エデンの熟れた果実」（1974年） - 平岡信子
  - 第56話「なんで私をベッドで泣かすの」（19年） - 岡井英子
- 新 木枯し紋次郎 第19話「女郎にはたった一言」（1978年） - お秀
- ザ・スーパーガール 第22話「花嫁強奪・殺しの前に裸を奪え」（1979年） - 金田アキ
- ミラクルガール 第1話「プロ野球のエースを救え・殺人鬼の標的」 - 第4話「女が欲望に賭けるとき」（1980年） - 石田好枝（ただし、実際には第3・4話は冒頭の出演者紹介ではクレジットされていたが、出演しておらず事実上2話で降板）
- クリスマスキス〜イブに逢いましょう（1995年） - 牧村孝子
- 嬢王 Virgin（2009年）- 三上編集長
- 孤独のグルメ Season4 第11話（2014年9月17日） - 白鳥美麗 役
- 女と愛とミステリー→水曜ミステリー9
  - いなか刑事・伊原泰三の退職捜査日誌 第1作「盗撮ビデオ殺人事件」（2001年） - 久田典子
  - 松本清張特別企画・渡された場面（2005年4月）
  - 農家の嫁は弁護士!神谷純子のふるさと事件簿 第2作（2006年） - スナック「みずえ」のママ
  - 監察医・篠宮葉月 死体は語る 第8作（2007年） - 亀山圭子
  - 事件記者 浦上伸介 第6作「会津・猪苗代湖～赤べこ殺人事件」（2008年） - 長野真紀子

## 舞台ほか
- 「かもめ」（1999年10月、シアターコクーン、演出：岩松了）
- オフィスコットーネ「コルセット」（2012年7月4日 - 9日上演、作・演出：前川麻子）

### 声優
- 人形劇 三国志（1982年 - 1984年、NHK） - 美芳、関平(少年期)、など
- ドーベルマン・ギャング（ジュリー・パリッシュ）

### その他の番組
- タケちゃんの思わず笑ってしまいました PART-4（フジテレビ、1984年）

ほか多数

## 音楽

### シングル
| 発売日         | 規格           | 規格品番       | 面             | タイトル           | 作詞           | 作曲           | 編曲           |
| キングレコード | キングレコード | キングレコード | キングレコード | キングレコード     | キングレコード | キングレコード | キングレコード |
| -------------- | -------------- | -------------- | -------------- | ------------------ | -------------- | -------------- | -------------- |
| 1977年4月      | EP             | GK-85          | A              | 前略、お父さん     | 高田ひろお     | 栫ヒロ         | 栫ヒロ         |
| 1977年4月      | EP             | GK-85          | B              | あたしでいいのかい | 石原信一       | 栫ヒロ         | 栫ヒロ         |

### アルバム

#### オムニバスアルバム
- 魅惑のムード☆秘宝館～参之館（2000年、キングレコード、GSD6903）-「あたしでいいのかい」収録。

## 著書
- 『嫌いは嫌い、好きは好き』筑摩書房 1987  のち文庫
- 『排・卵・周・期』マガジンハウス 1991
- 『独身術』筑摩書房 1994
- 『熱い舌』河出書房新社 1995
- 『学校の犬』エー・ジー出版 1996
- 『海と川の匂い』リトルモア 2010（第24回三島由紀夫賞候補[6]）

### 写真集
- 『昭和 伊佐山ひろ子』（1994年、宝島社、撮影：沢渡朔）